# Techland
Techland es un desarrollador de videojuegos independiente y distribuidora de videojuegos polaca fundada en 1991 por Paweł Marchewka. Es más conocida por haber desarrollado videojuegos de disparos en primera persona con ambientación wéstern, como Call of Juarez (2006) y sus secuelas Call of Juarez: Bound in Blood (2009) y Call of  Juarez: Gunslinger, y también los videojuegos de survival horror Dead Island (2011) y Dying Light (2015). La compañía tiene su sede en Ostrów Wielkopolski, Polonia, y tiene oficinas en Breslavia, Varsovia, y Vancouver.
El equipo en Wroclaw y Varsovia son los líderes de los proyectos, mientras que el equipo en el estudio de Vancouver provee apoyo adicional. Sus presupuestos son de 77 millones de dólares. En enero de 2016, Marchewka reveló que la compañía había fundado una nueva publicación llamada Techland Publishing, y tienen previsto publicar dos grandes entregas y cuatro digitales cada año. Su primera publicación será Torment: Tides of Numenera, que saldrá a la venta en 2017.

## Videojuegos distribuidos
| Año  | Título                     | Desarrolladores      | Género                               | PC                       | 8th Gen                 | Otros |
| ---- | -------------------------- | -------------------- | ------------------------------------ | ------------------------ | ----------------------- | ----- |
| 2017 | Torment: Tides of Numenera | inXile Entertainment | Videojuego de rol                    | Microsoft Windows, Linux | PlayStation 4, Xbox One | MacOS |
| 2017 | Pure Farming 2017          | Ice Flames           | Videojuego de construcción y gestión | Microsoft Windows        | —                       | —     |

## Videojuegos desarrollados
| Año  | Título                                     | Género                          | PC                     | 7th Gen   | 8th Gen   | 9th Gen          | Otros        |
| ---- | ------------------------------------------ | ------------------------------- | ---------------------- | --------- | --------- | ---------------- | ------------ |
| 2000 | Crime Cities                               | Acción                          | Windows                | —         | —         | —                |              |
| 2001 | Chess 2001                                 | Simulación                      | Windows                | —         | —         | —                |              |
| 2001 | Mission: Humanity                          | Estrategia a tiempo real        | Windows                | —         | —         | —                |              |
| 2001 | Speedway Championships                     | Automovilismo virtual           | Windows                | —         | —         | —                |              |
| 2001 | Survival: The Ultimate Challenge           | Estrategia y Simulación         | Windows                | —         | —         | —                |              |
| 2001 | Bridge 3000                                | Simulación                      | Windows                | —         | —         | —                |              |
| 2001 | Pet Racer                                  | Carreras                        | Windows                | —         | —         | —                |              |
| 2002 | Pet Soccer                                 | Deportes                        | Windows                | —         | —         | —                |              |
| 2002 | Indiana Jack                               | Plataformas                     | Windows                | —         | —         | —                |              |
| 2002 | FIM Speedway Grand Prix                    | Automovilismo virtual           | Windows                | —         | —         | —                |              |
| 2003 | Hen on Fire: Kurminator                    | Disparos                        | Windows                | —         | —         | —                |              |
| 2003 | Chrome                                     | Disparos en primera persona     | Windows                | —         | —         | —                |              |
| 2004 | Xpand Rally                                | Carreras                        | Windows                | —         | —         | —                |              |
| 2005 | Chrome: SpecForce                          | Disparos en primera persona     | Windows                | —         | —         | —                |              |
| 2006 | Xpand Rally Xtreme                         | Carreras                        | Windows                | —         | —         | —                |              |
| 2006 | GTI Racing                                 | Carreras                        | Windows                | —         | —         | —                |              |
| 2006 | Crazy Soccer Mundial                       | Deportes                        | Windows                | —         | —         | —                |              |
| 2006 | FIM Speedway Grand Prix 2                  | Automovilismo virtual           | Windows                | —         | —         | —                |              |
| 2006 | Call of Juarez                             | Disparos en primera persona     | Windows                | X360      | —         | —                |              |
| 2008 | FIM Speedway Grand Prix 3                  | Automovilismo virtual           | Windows                | —         | —         | —                |              |
| 2008 | Nikita: The Mystery of the Hidden Treasure | Plataformas                     | Windows                | —         | —         | —                |              |
| 2008 | Nikita: Wild Cars                          | Carreras                        | Windows                | —         | —         | —                |              |
| 2009 | Speedway League                            | Automovilismo virtual           | Windows                | —         | —         | —                |              |
| 2009 | Call of Juarez: Bound in Blood             | Disparos en primera persona     | Windows                | PS3, X360 | —         | —                |              |
| 2010 | Nail'd                                     | Carreras                        | Windows                | PS3, X360 | —         | —                |              |
| 2011 | FIM Speedway Grand Prix 4                  | Automovilismo virtual           | Windows                | —         | —         | —                |              |
| 2011 | Call of Juarez: The Cartel                 | Disparos en primera persona     | Windows                | PS3, X360 | —         | —                |              |
| 2011 | Dead Island                                | Rol de acción, survival horror  | Windows, Linux/SteamOS | PS3, X360 | —         | —                |              |
| 2011 | Dead Stop                                  | Tower defense                   | —                      | —         | —         | —                | iOS          |
| 2012 | Mad Riders                                 | Carreras                        | Windows                | PS3, X360 | —         | —                |              |
| 2013 | Dead Island: Riptide                       | Rol de acción, survival horror  | Windows                | PS3, X360 | —         | —                |              |
| 2013 | Call of Juarez: Gunslinger                 | Disparos en primera persona     | Windows                | PS3, X360 | —         | —                |              |
| 2014 | Hellraid: The Escape                       | Acción-aventura, hack and slash | —                      | —         | —         | —                | iOS, Android |
| 2015 | Dying Light                                | Rol de acción, survival horror  | Windows, Linux/SteamOS | —         | PS4, XOne | —                |              |
| 2015 | FIM Speedway Grand Prix 15                 | Carreras                        | Windows                | —         | PS4, XOne | —                |              |
| 2016 | Dying Light: The Following                 | Rol de acción, survival horror  | Windows, Linux/SteamOS | —         | PS4, XOne | —                |              |
| 2016 | Dead Island: Definitive Edition            | Rol de acción, survival horror  | Windows                | —         | PS4, XOne | —                |              |
| 2022 | Dying Light 2: Stay Human                  | Rol de acción, survival horror  | Windows                |           | PS4, XOne | PS5, Xbox Series |              |

### Videojuegos cancelados
- Chrome 2[10]
- Day of the Mutants[11]
- Warhound[11]
- Hellraid[12]